# Djivan Gasparian
Djivan Gasparian (en arménien Ջիվան Գասպարյան), né le 12 octobre 1928 à Solak en Arménie et mort le 6 juillet 2021 à Los Angeles[réf. souhaitée] (États-Unis), est un compositeur et un musicien arménien, joueur de duduk.

## Carrière
Il collabore avec de nombreux artistes, comme  Erkan Oğur, Hossein Alizadeh, le Kronos Quartet, Michael Brook, Peter Gabriel, Brian May, Lionel Richie, Derek Sherinian et Hans Zimmer.

## Discographie
- 1994 : Ceremonies — collaboration avec Armen Chakmakian
- 1996 : Ask me no questions
- 1996 : Apricots from Eden
- 1999 : Heavenly Duduk — World Network, Vol. 47 : Armenia
- 2000 : Armenian fantasies
- 2001 : Fuad — collabaration avec Erkan Oğur
- 2001 : Serenity —  collaboration avec Amir Perelman
- 2005 : I will not be sad in this world
- 2005 : Moon shines at night
- 2006 : Endless Vision — collaboration avec Hossein Alizadeh
- 2007 : Portrait: the soul of Armenia

## Participation à des musiques de film
- 1988 : La Dernière Tentation du Christ
- 1993 : Calendar
- 1994 : The Crow
- 1995 : La Dernière Marche
- 1998 : Black Rock — collaboration avec Michael Brook
- 1998 : Couvre-feu
- 1998 : Ronin
- 2000 : Gladiator — piste  no 6, To Zucchabar, coécrite avec Hans Zimmer
- 2005 : Syriana
- 2006 : Blood Diamond
- 2011 : Samsara